# Extermination (videogioco 2001)
Extermination è un videogioco d'azione uscito in esclusiva per PlayStation 2 sviluppato dalla Deep Space, Inc. e pubblicato nel 2001 dalla Sony Computer Entertainment.

## Trama
La storia ha come protagonista Dennis Riley, esperto agente operativo e membro dell'unità RECON, incaricato di indagare sugli avvenimenti di Fort Stewart, a seguito della completa interruzione delle comunicazioni con la base. Sotto il nome in codice ORIGIN, i ricercatori conducevano studi su una creatura aliena. ma l'ultimo contatto ricevuto da Fort Stewart, una chiamata di soccorso, riferiva che ORIGIN era sfuggito al controllo e si richiedeva urgente assistenza per contenere la minaccia.
Dennis Riley è inviato immediatamente alla base nel tentativo di controllare l'essere diabolico, sfuggito alla sua prigionia di laboratorio. Con indicazioni sulla missione limitate allo "estirpare la minaccia", il giorno 24 dicembre 2005, Riley e la sua squadra si imbarcano su un aereo diretto in Antartico. A breve distanza dalla destinazione, l'aereo militare subisce un misterioso guasto meccanico e, con uno dei motori avvolto dalle fiamme, è costretto a un atterraggio di fortuna.
L'intero equipaggio sopravvive per miracolo all'incidente e dovrà farsi strada all'interno di Fort Stewart. Mentre ciascuno dei membri RECON sottopone le proprie abilità militari alla più dura, estenuante delle prove, si risveglia l'istinto di sopravvivenza, l'adrenalina scorre nelle vene e la paura si fa strada fino agli angoli più bui della loro mente. È tempo di sterminio: la selezione naturale porterà il più debole all'estinzione, che esso sia alieno o umano.

## Personaggi
Il Red Light Team, è una squadra composta solo dal meglio dei professionisti statunitensi. Vi sono all'interno tutti ex membri del FAST (un'organizzazione che combatte i terroristi), ed è anche il team di appartenenza di Mark, Dennis e Roger.
- Dennis Riley: personaggio principale del gioco, è un sergente del Red Light Team, ed è incaricato, insieme a Roger Grigman, di scoprire cosa succede all'interno del forte.
- Roger Grigman: è il compagno d'armi di Dennis ed è anche il personaggio che morirà per primo. Roger è anche lui un sergente ed è incaricato di vedere cosa succede all'interno di Fort Steward assieme a Dennis Riley.
- Cindy Chen: è una dottoressa esperta di batteriologia nell'esercito degli Stati Uniti. Sarà una guida essenziale per Dennis nella sua fuga dal forte.
- Mark Madigan: maggiore del Red Light Team, Mark Madigan ha ideato l'operazione della ricognizione a Fort Steward.
- Travis Miller: giornalista freelance, per 5 anni ha investigato sul complesso, per un grande scoop.
- Carl Morris: ufficiale comandante di Fort Stewart, verrà ucciso da una delle creature; poco prima di morire però riferirà a Dennis di qualcosa di strano nell'acqua.
- Sonia Leone: ingegnere dei sistemi, è una dei pochi sopravvissuti all'infezione; aiuterà Dennis nel tentativo di rintracciare i suoi compagni.

## Sviluppo
Lo sviluppo di Extermination è stato inizialmente guidato dalla società Whoopee Camp di Tokuro Fujiwara prima del suo scioglimento.

### Influenze e design
Il gioco sembra fortemente ispirato dal film horror di John Carpenter La cosa. In comune c'è anche la colonna sonora di Ennio Morricone per il film e la musica presente in Extermination, la quale sembra essere ispirata a quella del noto compositore italiano.
Il gioco è anche molto simile ad altri giochi survival horror come Carrier, e Resident Evil; gli effetti speciali dell'acqua sono simili a quelli presenti nel film The Abyss.

## Accoglienza
Extermination ha ricevuto recensioni nella "media" secondo il sito web aggregatore di recensioni Metacritic. I redattori di GameSpot e IGN hanno elogiato il gioco per aver offerto una certa originalità al genere, apportando alcuni piccoli miglioramenti rispetto al gameplay simile a quello della serie Resident Evil, la colonna sonora e la grafica adatte all'atmosfera rappresentata. Tuttavia, hanno criticato il gameplay a volte imbarazzante e diretto e il doppiaggio, e come il gioco non offrisse davvero nulla che potesse superare altri titoli survival horror. Chester "Chet" Barber di NextGen lo ha definito "un gioco d'azione solido e frenetico con pochi problemi". In Giappone, Famitsū gli ha assegnato un punteggio di 31 su 40, basato sulla somma dei punteggi (da 0 a 10) dati al gioco da quattro recensori della rivista.
I recensori hanno notato che la trama e l'ambientazione ricordavano il film horror fantascientifico di John Carpenter del 1982, La cosa, mentre la colonna sonora del gioco si era ispirata a quella composta da Ennio Morricone per il medesimo film. Sono stati fatti anche dei paragoni con i titoli Carrier e Resident Evil mentre gli effetti dell'acqua sono stati ritenuti simili a quelli del film The Abyss.